# Gârcina, Neamț
Gârcina este satul de reședință al comunei cu același nume din județul Neamț, Moldova, România.

## Monumente
- Obelisc, realizat de Vincenzo Puschiasis.

## Vezi și
- Biserica Pogorârea Sfântului Duh din Gârcina

 Acest articol despre o localitate din județul Neamț este deocamdată un ciot. Puteți ajuta Wikipedia prin completarea lui.